# Pyramica rohweri
Pyramica rohweri är en myrart som först beskrevs av Smith 1935.  Pyramica rohweri ingår i släktet Pyramica och familjen myror. Inga underarter finns listade i Catalogue of Life.

## Bildgalleri

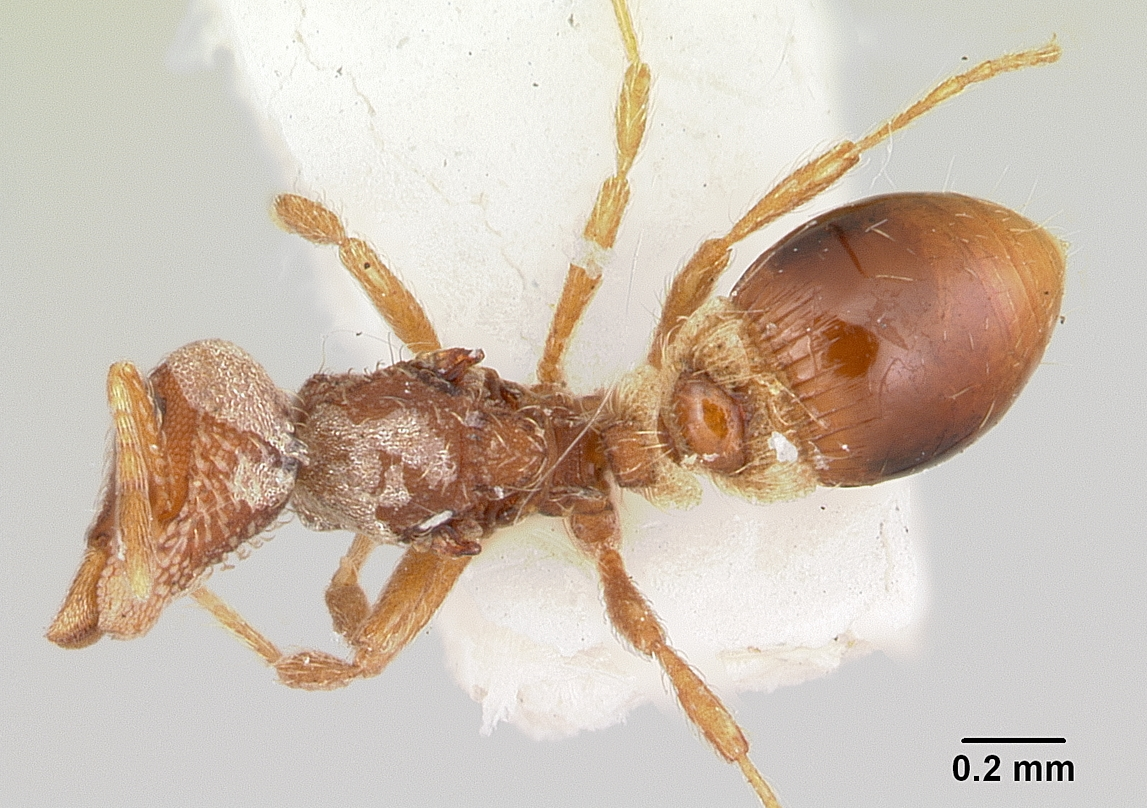